# Université Bolyai
L'université Bolyai (en hongrois: Bolyai Tudományegyetem, en roumain: Universitatea Bolyai) est une université publique roumaine de langue hongroise fondée en 1945 à Cluj-Napoca, en Transylvanie. 

## Histoire
L'université Bolyai porte le nom des mathématiciens hongrois Farkas et János Bolyai. Fondée en 1945, elle est fusionnée en 1959 à son homologue de langue roumaine, l'université Babeș, pour devenir l'université Babeș-Bolyai, toutes deux sont fondées en 1945 et issues de l'ancienne université François-Joseph. 

## Recteurs
- 1945–1948: Lajos Csőgör (hu)
- 1948–1950: Edgár Balogh (hu)
- 1950–1952: István Nagy (hu)
- 1952–1956: László Bányai (hu)
- 1957–1959: Lajos Takács

## Structure
- Faculté des lettres et philosophie (départements: langue et littérature hongroises, philologie classique, langue et littérature allemandes, conférences de langues roumaine et russe, histoire, histoire de l'art, ethnographie, philosophie, pédagogie, psychologie),
- Faculté de droit et d'économie politique,
- Faculté des sciences naturelles,
- Faculté de médecine. En raison du manque d'espace elle était établie à Târgu Mureș mais faisait partie jusqu'en 1948 de l'université de Bolyai, et fonctionnait jusqu'en 1960 exclusivement en langue hongroise.

## Personnalités liées à l'université
- Ágnes Ullmann
- Gizella Hervay
- Sándor Kányádi

## Littérature(hu)
- Károly Veress: Egyetem az idő sodrásában, Kolozsvár: Egyetemi Műhely Kiadó, Société Bolyai Társaság, 2006
- Gábor Vincze: A romániai magyar kisebbség történeti kronológiája 1944-1989
- Állami Tanügyi és Pedagógiai Könyvkiadó: A kolozsvári Bolyai Tudományegyetem (1945–1955). A kolozsvári Bolyai Tudományegyetem gondozásában, 1956
- Lajos Kántor: Erdélyi sorskérdések: Szabédi László és a történelem, Ed. Balassi, Budapest, 1999  (ISBN 963 506 269 9)
- Société Bolyai: A romániai magyar főiskolai oktatás: Múlt–jelen–jövő, RMDSZ, Jelenlét, 1990